# Борис Годунов (трагедія)
«Борис Годунов» («Драматична повість, Комедія про справжню біду Московської держави, про царя Бориса і про Гришку Отрепьєва») — реалістична драма російського поета Олександра Пушкіна, створена в 1825 році під час заслання в Михайловському.

## Історія створення твору
Написана під впливом читання «Історії держави Російської» і присвячена періоду царювання Бориса Годунова з 1598 року по 1605 рік і вторгненню Лжедмитрія I. На зустрічі з імператором Миколою I (яка поклала кінець засланню) Пушкін читав йому уривки з «Бориса Годунова».
Драма написана як наслідування історичним хронікам Шекспіра — переважно білим віршем з декількома прозовими сценами. Послужила пратекстом для низки творів не тільки російської літератури, але й європейської (в мистецтві постмодерну образ Бориса не раз обігрується у Роба-Гріє).
Повністю п'єса була вперше опублікована (з цензурними скороченнями) в кінці грудня 1830 року з датою видання «1831», але поставлена на сцені тільки в 1866 році. Причиною цього стала ймовірна несценічність твору. Але головне — до 1866 року трагедія була заборонена для вистави на сцені. З цензурними вилученнями і скороченнями була поставлена вперше 17 вересня 1870 року на сцені Маріїнського театру артистами Александрінського театру.
Трагедія ознаменувала повний відхід Пушкіна від романтизму з його героїкою до реалістичного втілення образів персонажів. Проте, в листі до П. А. Вяземського від 13 липня 1825 року з Михайловського в Царське Село Пушкін називає свій твір «романтичною трагедією», як припускає літературознавець І. Семенко, «перш за все за свободу винаходу, рішуче повалення канонів класичної драматургії».
Пушкін використовував для сюжету народні чутки про вбивство цесаревича Дмитрія за наказом Бориса Годунова, що історично не підтверджено.
На думку літературознавця С. Бонді головним героєм трагедії «Борис Годунов» є народ, Бонді писав: «Про народ, його думку, його любов і ненависть, від яких залежить доля держави, весь час говорять дійові особи п'єси».
Одна з основних тем, що порушуються у трагедії, — влада і людина. Пушкін дає абсолютно точне визначення: будь-яка влада є насильство, а значить — зло. Проблема спокуси владою вимальовується на прикладі Бориса Годунова, Григорія Отреп'єва, князя Шуйського, Петра Басманова, Марини Мнішек.

## Зміст

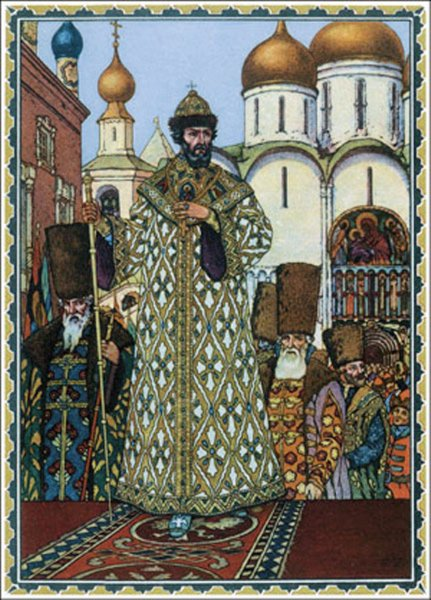
«Борис Годунов». Ілюстрація Б. В. Зворикіна (1925)

- 1598 рік. Після смерті царя Федора Івановича народ благає Бориса, його шурина, що зачинився в монастирі, прийняти корону. Той не відразу, але погоджується. На тлі цього відбувається діалог князів Шуйського і Воротинського.
- 1603 рік. Чудівський монастир. Келейник Гришка Отреп'єв дізнається від Пимена подробиці вбивства царевича Димитрія Углицького і збігає. У Кремлі дізнаються про нього і оголошують розшук. Отреп'єв намагається перейти литовський кордон, перед цим його мало не ловлять у корчмі. У будинку боярина Шуйського, останній разом з іншим боярином, Опанасом Пушкіним, зачитують лист про появу царевича, який дивом врятувався, після чого Шуйський відправляється зі звісткою до царя. Борис Годунов у жаху від звістки мучиться. У Кракові в будинку Вишневецького Самозванець починає збирати свиту. Потім в замку воєводи Мнішека в Самборі він доглядає за дочкою хазяїна Мариною і навіть зізнається їй, що він — всього лише чернець-втікач. Для Марини ж виявляється важливим лише те, зведе чи її Лжедмитрій на московський трон.
- 1604 рік. У Кремлі на раді Патріарх подає раду перенести мощі царевича Димитрія з Углича до Москви: відкрилося, що Димитрій святий і чудотворець, і виставлення мощей для загального шанування допоможе викрити в Лжедмитрії самозванця. Однак Шуйський, бачачи сум'яття Бориса, красномовно відхиляє цю пропозицію.
- У грудні біля Новгорода-Сіверського відбувається битва, де війська Годунова програють. На Соборній площі юродивий звинувачує Бориса у вбивстві. У Севську Лжедимитрій допитує полоненого, незабаром після цього його військо буде розбите. У Москві цар Борис раптово помирає, встигнувши благословити сина Федора на царство. Гаврило Пушкін підштовхує основного з воєвод Годунова, обласканого царем, але безрідного Басманова, на зраду. Потім Пушкін на Лобному місці проголошує владу Лжедимитрія і провокує на бунт проти дітей Годунова. Бояри входять в будинок, де ховається цар Феодор з сестрою і їхньою матір'ю, і душать їх. Боярин Мосальский оголошує народу: «Народ! Марія Годунова і син її Феодор умертвили себе отрутою. Ми бачили їх трупи (пауза). Що ж ви мовчите? кричіть: хай живе цар Димитрій Іванович!». Народ мовчить.

## Дійові особи
- князь Василій Іванович Шуйський
- князь Воротинський
- думний дяк Андрій Якович Щелкалов
- цар Борис Годунов
- монах-літописець Пимен
- Гришка Отреп'єв
- патріарх (Йов)
- ігумен Чудова монастиря (Пафнутій)
- Мисаїл та Варлаам, бродяги-ченці
- господиня корчми на литовському кордоні, пристави
- Афанасій Михайлович Пушкін
- царівна Ксенія Годунова
- царевич Феодор Годунов
- Семен Микитович Годунов
- pater Черніковский (польський єзуїт Микола Черніковский)
- Гаврило Пушкін
- князь Курбський, шляхтич Собаньський, Хрущов, донський козак Іван Карела, поет
- Єжи Мнішек
- Марина Юріївна Мнішек
- князь Адам Вишневецький
- польські дами і кавалери
- Петро Федорович Басманов
- капітани Маржерет, Вальтер Розен
- юродивий Миколка Залізний Ковпак
- Рожнов, московський дворянин (бранець)
- бояри Голіцин, Мосальский, Молчанов і Шерефедінов
- народ
- інші бояри
- стрільці

## Значення твору
У 1869 році Модестом Мусоргським на текст драми була написана однойменна опера.
Серед драматургів, які намагалися піти по стопах Пушкіна, слід особливо відзначити О. К. Толстого. У своїй історичній трилогії («Смерть Івана Грозного» (1865), «Цар Федір Іоаннович» (1868) і «Цар Борис» (1870)) Толстой як би повторює основне протиставлення бояр, очолюваних Бельськими, Шуйськими, Мстиславськими, безрідному вискочці — Годунову.

## Постановки
- 17 вересня 1870 — найперша постановка на сцені Маріїнського театру артистами Александрінського театру (реж. Олександр Яблочкін; декорації Матвія Шишкова; Борис — Леонід Леонідов, Лжедимитрій — Василь Самойлов, Пимен — Петро Григор'єв, Марина Мнішек — Олена Струйська, Шуйський — Петро Зубров).
- 19 листопада 1880 — в тій же редакції перша постановка в Москві в Малому театрі (реж. Сергій Черневський; Борис — Микола Вільде, Лжедимитрій — Олександр Ленський, Пимен — Іван Самарін, Марина Мнішек — Марія Єрмолова, Шуйський — Осип Правдін, Басманов — Михайло Лентовський).
- 14 жовтня 1899 — Малий театр (Борис — Федір Горєв, Лжедимитрій — Олександр Южин, Пимен — Рябов, Варлаам — Володимир Макшеєв, Мисаїл — Михайло Садовський, Господиня корчми — Ольга Садовська, Юродивий — Микола Музиль).
- 10 жовтня 1907 — МХТ вперше в найповнішій редакції (22 з 24 сцен трагедії) (реж. Володимир Немирович-Данченко і Лужський, худ. Віктор Сімов; Борис — Олександр Вишневський, Лжедимитрій — Москвін, Пимен — Качалов, Марина Мнішек — Германова, Шуйський — Лужський, Варлаам — Ілля Уралов).
- 13 лютого 1905 — загальнодоступний театр Ліговського народного дому. Петербург (реж. П. Гайдебуров)
- 1908 — Александрінський театр — дві епізодичні вистави на користь спорудження пам'ятника Пушкіну в Петербурзі (Борис — Ге, Лжедимитрій — Ходотов, Шуйський — К. Яковлєв, Варлаам — Давидов, Мисаїл — Варламов).

- До революції 1917 року в провінційних театрах трагедія ставилася вкрай рідко (іноді ставилися уривки-сцени до ювілейних дат). Відомі лише постановки:
  - 18 листопада 1871 — Казань, антреприза Медведєва, бенефіс Давидова, який виконував роль Лжедимитрія.
  - 1899 — Петинський (Воронезька губернія) сільський театр Бунакова.
- 13 листопада 1934 — Ленінградський театр драми ім. Пушкіна (реж. Сушкевич, худ. Руді; Борис — Симонов, Лжедимитрій — Бабочкін, Пимен — Яків Малютін, Марина — Євгенія Вольф-Ізраель, Варлаам — Микола Черкасов), там же (1949; реж. Леонід Вів'єн, худ. Попов).
- 1937 — Малий театр (реж. Хохлов, худ. Щуко; Борис — Ленін, Лжедимитрій — Анненков, Пимен — Підгорний, Марина Мнішек — Гоголєва, Шуйський — Яковлєв, Варлаам — Зражевський, Юродивий — Лебедєв).
- 1937 — колгоспно-радгоспний театр Леноблвиконкому (реж. Гайдебуров).
- 1937 (до сторіччя смерті Пушкіна): Оренбурзький, Воронезький, Смоленський, Новосибірський театр «Червоний факел», Орєхово-Зуєвський, Свердловський, Рязанський, Краснодарський, Башкирський академічний театр (Уфа), Таджицький театр ім. Лахуті (Душанбе), Комі драм. театр (Сиктивкар) та багато інших.
- 1938 — Ленінградський Новий театр юних глядачів (реж. Зон і Сойнікова, худ. Григор'єв)
- 1949 — Театр ім. Івана Франка, Київ (Борис — Юрій Шумський, Марина — Наталія Ужвій).
- 1957 — Театр ім. Руставелі (Тбілісі), Центральний дитячий театр (Москва).
- 1982 — Театр на Таганці. Спектакль був заборонений. Відновлений в 1988 році.
- 2014 року — «Ленком» (Московський державний театр імені Ленінського Комсомолу), Москва (реж. Костянтин Богомолов).
- 2015 — «Et Cetera», Москва (реж. Пітер Штайн)

З читанням уривків із трагедії неодноразово виступав по радіо і на естраді В. І. Качалов.

## Екранізації
- Борис Годунов (фільм, 1907); режисер І. Шувалов. Фільм не зберігся
- Борис Годунов (фільм, 1986); режисер  Сергій Бондарчук
- Борис Годунов (фільм, 1987); режисер  Борис Небієрідзе.
- Борис Годунов (фільм, 2011); режисер  Володимир Мірзоєв.

Екранізація спектаклю:
- 1970 —  Борис Годунов (сцени з трагедії) — телеспектакль. Режисер  Анатолій Ефрос
- 1999 — відеозапис Театру на Таганці; режисер  Юрій Любимов. Диригент — Валерій Гергієв. В ролях: Віталій Шаповалов, Валерій Золотухін, Юрій Бєляєв, Олексій Граббе, Олександр Трофімов, Іван Бортник й інші.

Екранізації опери:
- 1955 — Борис Годунов (фільм, 1954); режисер В. Строєва
- 1980 —  Борис Годунов / Boris Godounov (ТБ) (Франція) Режисер Дірк Сандерс. Руджеро Раймонді — Борис; Віоріка Кортес — Марина
- 1987 —  Борис Годунов (ТБ) (Велика Британія, СРСР). Режисер Дерек Бейлі.
- 1989 —  Борис Годунов (фільм, 1989); режисер Анджей Жулавський, диригент  М. Ростропович; Руджеро Раймонді — Борис, Г. Вишневська — Марина.
- 1990 — відеозапис Маріїнського (Кіровського) театру, режисери Андрій Тарковський, Хамфрі Бертон. Диригент — Валерій Гергієв. Борис — Роберт Ллойд, Марина — Ольга Бородіна, Самозванець — Олексій Стеблянко, Рангоні — Сергій Лейферкус. Повна (прижиттєва) версія 1872 року.
- 2004 —  Борис Годунов (США). Режисер Хаві Бове.
- 2007 — відеозапис Великого театру; режисер Олександр Сокуров — див. розділ: Відеозаписи.
- 2012 — відеозапис Маріїнського театру; режисер Андрій Тарковський. Диригент — Валерій Гергієв. Борис —  Євген Нікітін, Пимен — Михайло Кіт, Самозванець — Сергій Семишкур. Перша версія 1869 року.

## Оцінка твору автором
Саме після завершення роботи над «Борисом Годуновим» Пушкін писав Петру Вяземському близько 7 листопада 1825 року, з Михайлівського в Москву:
|  | «Трагедія моя скінчилася; я перечитав її вголос, один, і бив у долоні, і кричав, ай да Пушкін! Ай да сучий син!» |